# De Steiger

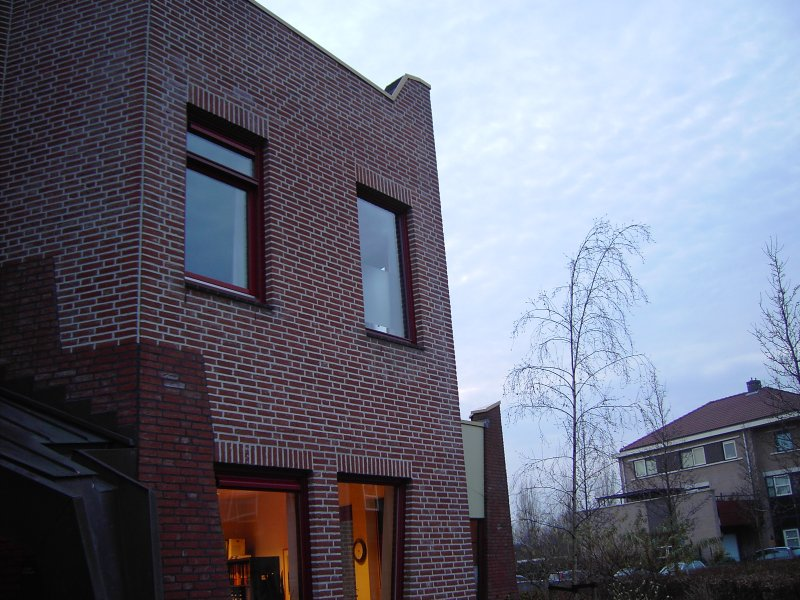
De voorvleugel van CAJ De Steiger

De Steiger is een behandelcentrum voor jongeren met een autismespectrumstoornis te Dordrecht. Hier leren jongeren omgaan met hun autisme. De behandeltijd is op dit moment ongeveer een jaar.
De Steiger is onderdeel van GGZ Yulius, een grote instelling voor psychiatrische hulpverlening in Dordrecht en omstreken.
Op De Steiger 'wonen' 24 jongeren, verdeeld over 4 leefgroepen, die op hun beurt weer verdeeld zijn over een A- en een B-vleugel.
Voorheen waren er 6 leefgroepen, vanwege bezuinigingen zijn er inmiddels echter 2 gesloten.

## Therapieën
Op De Steiger worden verschillende therapieën gegeven, om de jongeren te leren omgaan met hun autisme.

### Sociale VaardigheidsTraining (SVT)
De sociale vaardigheidstraining is een van de weinige therapieën die in groepsverband wordt uitgevoerd. Iedere jongere op de Steiger volgt de SVT-training tijdens zijn/haar volledige behandelduur. Tijdens het wekelijkse groeps- of coachgesprek wordt het leerdoel waar de jongere mee bezig is besproken aan de hand van voorbeelden uit de eraan voorafgaande week. Als de begeleiding vindt dat een leerdoel voldoende is behaald, dan wordt doorgegaan naar een volgend leerdoel. Voorbeelden van leerdoelen die behandeld worden met de SVT-training zijn kritiek ontvangen, luisteren en opkomen voor jezelf.

### Zelfredzaamheidstrainingen (ZRH)
De zelfredzaamheidstrainingen zijn korte trainingen die soms in groepsverband en soms 1-op-1 gegeven worden. Voorbeelden hiervan zijn kleding wassen en strijken, koken en verstandig omgaan met geld. Iedere jongere krijgt een aantal van deze therapieën, naargelang de begeleiding dat nodig vindt.

### Psycho-educatie
Met psycho-educatie worden 1-op-1-therapieën bedoeld waarin jongeren leren wat hun autisme inhoudt voor hen. Dit doet de begeleiding door middel van cursussen als Ik Ben Speciaal en Wereld in Fragmenten en/of door het bespreken van voor de jongeren lastige situaties.

### Muziektherapie
Bij muziektherapie leren jongeren alleen of samen met andere jongeren, onder begeleiding van de muziektherapeut, hun emoties te uiten in de muziek. Muziektherapie vindt een keer per week plaats.

### Psychomotorische therapie (PMT)
Bij psychomotorische therapie leren jongeren alleen of in groepsverband, onder begeleiding van de vaktherapeut, hun emoties te uiten via bewegingen en gezichtsuitdrukkingen.

### Beeldende therapie
Bij beeldende therapie leren jongeren alleen of in groepsverband, onder begeleiding van de vaktherapeut, hun emoties te uiten via het maken van beelden, schilderijen en door middel van andere creatieve bezigheden.

## Activiteiten
Voor de vrijetijdsinvulling van de jongeren worden verschillende activiteiten georganiseerd. Dit zijn (soms twee-)wekelijkse activiteiten zoals fitness, zwemmen, voetbal en de soos, maar het kunnen ook eenmalige/lange termijn activiteiten zijn zoals een bezoek aan de Efteling of een Steigervakantieweekend.
Bij een Steigervakantieweekend gaan drie leefgroepen een weekend onder begeleiding op vakantie.